# موسى بن سنان الهذلي
موسى بن سنان بن بن سلمة بن المحبق الهذلي أمير وقائد عسكري من التابعين تولى حكم عدة أمارات في عصر الخليفة عبد الملك بن مروان. وشهد فتوح السند النهائية مع محمد بن القاسم وشارك في قيادة جيش فتح الملتان وفتح الديبل مع محمد بن القاسم.

## نسبه
- موسى بن سنان بن سلمه بن المحبق بن صخر بن عبيد الله بن الحارث بن حصين بن الحارث بن عبد العزى بن وائل بن دابغة بن لحيان بن هذيل بن مدركة بن الياس بن مضر بن نزار بن معد بن عدنان.[1][2]

## قائدا في فتح السند
ذكر انه من قيادات فتح السند مع محمد بن القاسم وقد تولى مهمة كبيرة وهي قيادة احد الالوية الاربعة التي كونت الجيش الكامل المتوجة الى السند وفي فتح الملتان ذكر خبرة فذكر الكاتب معن العجلي «موسى بن سنان قد كان على رأس رعيلٍ من الفرسان في فتح الملتان». والرعيل هم ( أوائل الفرسان الذين يقودون الجيش )
وفي فتح مدينة الديبل من بلاد السند كان يقود الجيش اربع قادات منهم موسى بن سنان الهذلي وذكر «بعد خُرُوج مُحمَّد بن القاسم من أرمائيل، جعل مُحمَّد بن مُصعب بن عبد الرحمٰن على مُقدِّمة الجيش، وجهم بن زحر الجعفي على مُؤخرة الجيش، وعطيَّة بن سعد العوفي في الميمنة، وموسى بن سنان بن سلمة الهذلي على الميسرة». وذلك سنه 93 هـ. وذكرة في قيادة في فتح البلدين المذكورين وهي الرئيسية في فتح السند تعطي صورة عن أهمية القائد موسى في فتوح السند النهائية مع محمد بن القاسم.

## حكمة

##### إمارة البحرين
ذكر خليفة بن خياط ولايته على امارة البحرين فقال «البحران بعث عَبْد الْملك بْن مَرْوَان عُمَر بْن عبيد اللَّه فَقتل أَبَا فديك ثمَّ ولاها عَبْد الْملك ابْن أسيد بْن الْأَخْنَس بْن شريق الثَّقَفِيّ ولاها الْحجَّاج سِنَان بْن سَلمَة بْن المحبق الْهُذلِيّ فَمَاتَ فاستخلف ابْنه مُوسَى بْن سِنَان بْن سَلمَة»
إمارة عمان
«عمان بعث إِلَيْهَا الْحجَّاج مُوسَى بْن سِنَان بْن سَلمَة وَذَلِكَ سنة كَذَا وَسبعين».

## وفاته
لم تذكر المصادر وفاته ولعله توفي في السند.